# Corina Crețu
Corina Crețu, née le 24 juin 1967 à Bucarest, est une femme politique et une journaliste roumaine, vice-présidente du Parlement européen puis commissaire européenne à la politique régionale de 2014 à 2019.

## Biographie

### Formation et carrière professionnelle
Née à Bucarest, Corina Crețu a été diplômée de la faculté de cybernétique de l'Académie d'études économiques de Bucarest en 1989, et a travaillé comme économiste pour plusieurs entreprises à Blaj et à Bucarest jusqu'en 1990. À la suite de la révolution de 1989, elle a travaillé comme chroniqueuse pour les journaux Azi, Curierul Național, et Cronica Română.

### Carrière politique
Durant les deux mandats de Ion Iliescu en tant que président de la République (1992-1996 et 2000-2004), Corina Creţu a été porte-parole de la présidence, et entre 2000 et 2004, conseillère présidentielle, avec le titre de ministre. En 2002, elle a été nommée par le président Iliescu au conseil d'administration de la télévision publique roumaine.
En 2004, elle a été élue sénatrice pour le compte du Parti social-démocrate, siégeant alors au sein de la commission des affaires étrangères et de la délégation roumaine à l'Assemblée parlementaire de l'OSCE. En 2007, elle a été élue députée européenne à la suite de l'adhésion de la Roumanie à l'Union européenne. Réélue en 2009, elle est alors membre de la commission du développement, dont elle a assuré la présidence entre 2009 et 2012, et de la délégation pour les relations avec les États-Unis. Elle a également siégé au sein de la commission spéciale sur la crise financière, économique et sociale entre 2009 et 2011.
Elle a été mise en cause concernant son assiduité à la Commission européenne et au sujet de possibles abus de bien sociaux.
Elle rejoint le parti Pro Romania en mars 2019 et est candidate en deuxième position après Victor Ponta pour ce même parti aux élections européennes de 2019,.

## Distinctions honorifiques
- Chevalier de l'ordre de l'Étoile de Roumanie.